# راتينجية
الرَاتِينَجِيَّة أو البِيسِيَة أو الأبيسة أو التَنُّوب جنس شجري يتبع الفصيلة الصنوبرية ويضم 35 نوعاً. هو شجر عروي دائم الخضرة كثير الأنواع منتشر في جميع أنحاء العالم من أنواعه الباسق العظيم الذي قد يبلغ طوله تسعين متراً وبعض أنواع الراتينجيو تكون أفنانها مستقيمة ثم تنحرف. تتجه أوراقها إلى كل الاتجاهات، وبعضها يكون ذا شكل هرمي. أهدابها مشطية
الارتكاز متتابعة، يختلف لون صفحتها العليا عن لون صفحتها السفلى، وتكون أزهارها مستطيلة يضرب لونها إلى البني الأسمر يدعى الراتينجية المشطية.
توجد أنواع شهيرة مثل الراتينجية القفقاسية والراتينجية السيبيرية والراتينجية الرومية والراتينجية الإسبانية.

## الفوائد الاقتصادية
أخشابه شائعة الاستعمال، يستخرج منها عصارة راتنجية بلسمية عميمة النفع في العلاجات الطبية،
كما تستعمل أشجاره للزينة وخاصة شجرة الميلاد.

## من أنواع الراتينجية
- راتينجية حمراء (باللاتينية: Picea rubens)
- راتينجية أرجوانية المخروط (باللاتينية: Picea purpurea)
- راتينجية إزميلية (باللاتينية: Picea polita)
- راتينجية أولغينية (باللاتينية: Picea olgensis)
- راتينجية برور (باللاتينية: Picea breweriana)
- راتينجية سيبيرية (باللاتينية: Picea obovata)
- راتينجية تنوبية (باللاتينية: Picea abies) أو راتينجية ألبية (باللاتينية: Picea alpestris)
- راتينجية ذيل الببر (باللاتينية: Picea torano)
- راتينجية جيزوية (باللاتينية: Picea jezoensis)
- راتينجية التنين (باللاتينية: Picea asperata)
- راتينجية بيضاء (باللاتينية: Picea glauca)
- راتينجية سميكة الأوراق (باللاتينية: Picea crassifolia)
- راتينجية سيتكية (باللاتينية: Picea sitchensis)
- راتينجية شائكة (باللاتينية: Picea pungens)
- راتينجية شرقية (باللاتينية: Picea orientalis)
- راتينجية شرنك (باللاتينية: Picea schrenkiana)
- راتينجية سيكيم (باللاتينية: Picea spinulosa)
- راتينجية شيواوا (باللاتينية: Picea chihuahuana)
- راتينجية صربية (باللاتينية: Picea omorika)
- راتينجية غلين (باللاتينية: Picea glehnii)
- راتينجية فارير (باللاتينية: Picea farreri)
- راتينجية كورية (باللاتينية: Picea koraiensis)
- راتينجية كوياما (باللاتينية: Picea koyamae)
- راتينجية ليكيانغ (باللاتينية: Picea likiangensis)
- راتينجية مارتينيز (باللاتينية: Picea martinezii)
- راتينجية سوداء (باللاتينية: Picea mariana)
- راتينجية ماكسيموفيتش (باللاتينية: Picea maximowiczii)
- راتينجية ماير (باللاتينية: Picea meyeri)
- راتينجية تاباو شان (باللاتينية: Picea retroflexa)
- راتينجية تايوان (باللاتينية: Picea morrisonicola)
- راتينجية نيوفيتش (باللاتينية: Picea neoveitchii)
- راتينجية ويلسون (باللاتينية: Picea wilsonii)
- راتينجية ألكوكية (باللاتينية: Picea alcoquiana)
- راتينجية هملايا (باللاتينية: Picea smithiana)